# Helmut Sinn

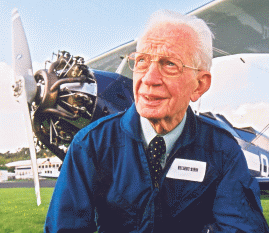
Helmut Sinn im Alter von 88 Jahren, im Jahr 2004. Zwei Jahre später gab er die Leitung seines Unternehmens Guinand Uhren Helmut Sinn GmbH ab.

Helmut Sinn (* 3. September 1916 in Metz, Lothringen; † 14. Februar 2018 in Frankfurt am Main) war ein deutscher Pilot, Instrumenten- und Kunstfluglehrer, Luftfahrtsachverständiger und Unternehmer. Sinn gründete 1961 in Frankfurt am Main eine Uhrenfirma unter seinem Namen und vertrieb selbstentwickelte Armbanduhren, vor allem mechanische Chronographen. Er verkaufte das Unternehmen Helmut Sinn Spezialuhren im Jahr 1994 und erwarb 1995 den Schweizer Uhrenhersteller Guinand. Sinn galt als Ausnahmepersönlichkeit in der Uhrenbranche und war bis ins hohe Alter noch unternehmerisch und erfinderisch tätig. Er wurde auch „der schnelle Helmut“ genannt.

## Kindheit und Kriegsjahre
Sinn, geboren 1916, kam 1918 als Flüchtling mit seiner Familie in die Pfalz. Durch den nahegelegenen Flugplatz Speyer entwickelte Sinn schon als Kind eine Faszination für Flugzeuge. Dadurch kam er schon im frühen Alter von sechs Jahren zu dem Berufswunsch Pilot und wurde deswegen, nach seinen eigenen Worten, ausgelacht.

Mit 18 Jahren kam er zum Reichsarbeitsdienst und lernte dort das Segelfliegen. Dabei flog er auch den berühmten „Schädelspalter“, das Trainings-Segelflugzeug Grunau 9, an dem Berg Wasserkuppe in der Rhön. Danach kam Sinn zur Luftwaffe und erwarb von 1936 bis 1938 alle Piloten-Lizenzen. Er wurde zum Kriegsdienst verpflichtet und machte Dienst in einem Aufklärungsgeschwader. Über diese Zeit sagte er:

„Unter anderem war ich Aufklärer, beobachtete aus der Luft die fliehenden Engländer in Dünkirchen. Später Russland. Ich musste mit der Ju 88 landen, durch eine Wolkendecke, die aber am Boden auflag! Als ich durchstarten wollte, um zu steigen, soff der rechte Motor ab. Wir haben es überlebt, aber ich war so schwer verletzt, dass ich danach kein Kriegsflieger mehr war, sondern bei der Luftwaffe Fluglehrer wurde, Instrumentenflug unterrichtete. Bin alles geflogen, was damals da war.“

Der Absturz geschah über sowjetischem Gebiet. Er wurde schwer am Rücken verwundet und verlor beide kleinen Finger. Trotzdem war er danach als Fluglehrer tätig, vor allem auf Heinkel He 70, JU 52 und der Ju 88. Nach dem Krieg war Sinn Kriegsgefangener in einem der so genannten Rheinwiesenlager der Alliierten und wurde noch 1945 mit Tuberkulose entlassen.

## Erste unternehmerische Aktivitäten nach dem Krieg
Nach Kriegsende durfte der leidenschaftliche Pilot aufgrund eines von den Alliierten verhängten Flugverbots nicht mehr fliegen, dazu kamen gesundheitliche Gründe. Sinn suchte eine berufliche Betätigung. Er besorgte sich im Schwarzwald Kuckucksuhren und verkaufte sie mit Gewinn an US-Amerikaner. Mit dem Gewinn aus seinen Uhrengeschäften richtete er sich die erste Uhrenwerkstatt ein. Ende der 1940er Jahre hatte er seinen eigenen Uhrenhandel in Frankfurt am Main aufgebaut. Er baute funktionale Uhren (Einsatzuhren) für Piloten und Fluglehrer und brachte sie direkt zum Kunden. Seine Marketingstrategie war „Möglichst gut und zugleich günstig“. Helmut Sinn erklärte später, dass die Wahl der Uhrenbranche auch rein pragmatischen Überlegungen entsprang: „Ich hatte keinen Beruf. Ich habe etwas gesucht, was nicht viel Platz und wenig Material brauchte.“

## Luftfahrt-Bordinstrumente
In Frankfurt begann er in den 1950er Jahren auch mit der Entwicklung und Herstellung von Flugzeug-Borduhren für die Bundeswehr. Sein Unternehmen hatte eine Ausschreibung gegen den etablierten Uhrenhersteller Junghans gewonnen. Mit Sinn-Uhren wurden unter anderem Bell UH-1D, Alpha Jet, F-104G Starfighter, F-4E Phantom, MRCA Tornado und später der Eurofighter ausgestattet. Auch internationale zivile Fluggesellschaften interessierten sich bald für seine Uhren. In den 1970er Jahren waren die Lufthansa-Maschinen der Typen Boeing 707, 727 und 737 mit Borduhren von Sinn ausgestattet. Nach Helmut Sinns Angaben wurden 600 von ihm produzierte Borduhren in Cockpits der Lufthansa eingebaut.

## Sinn Spezialuhren
1956 begann Helmut Sinn mit der Entwicklung seines ersten Flieger-Chronographen, einer Armbanduhr mit Stoppuhr-Vorrichtung. Das Design war bewusst stark an Flugzeug-Borduhren angelehnt. Für diese Uhren entwickelte er Design-Leitlinien, die vor allem hohe Funktionalität, beste Ablesbarkeit und hohe Qualität umfassten.
Er gründete 1961 in Frankfurt-Rödelheim die Uhrenmanufaktur Helmut Sinn Spezialuhren (heute: Sinn Spezialuhren), die zunächst weiterhin selbstentwickelte funktionale Uhren für Piloten und Fluglehrer herstellte. Sinn erfand zahlreiche technische Neuheiten für seine selbstentwickelten mechanischen Armbanduhren. Die Firma produzierte später vor allem hochwertige Chronographen, die unter den Marken Sinn Spezialuhren und Chronosport im damals ungewöhnlichen Direktvertrieb, also Verzicht auf den Zwischenhandel, an Endkunden verkauft wurden. Dadurch konnte Sinn eine kundenfreundliche Preisgestaltung erzielen, da die Handelsmarge des Zwischenhandels entfiel.

### Sinn-Uhren im Spacelab
1985 trug der deutsche Astronaut Reinhard Furrer während der Spacelab-Mission STS-61-A eine Sinn „142 S“ am Handgelenk und brachte damit einen automatischen Chronographen ins Weltall. Auch bei den beiden anderen Spacelab-Missionen trugen die deutschen Astronauten Reinhold Ewald und Klaus-Dietrich Flade jeweils Sinn-Uhren.

## Verkauf an Nachfolger und Rechtsstreit
Sinn verkaufte das Unternehmen 1994 inklusive der Markenrechte an Lothar Schmidt, einen Ingenieur und langjährigen leitenden IWC-Mitarbeiter. Im Jahr 2012 äußerte er gegenüber der FAZ: „Ich habe gedacht, ich könnte trotzdem weiter mitarbeiten.“ Doch darüber sei es zum Streit gekommen. Helmut Sinn zog vor Gericht und verlor, was ihn lange verbitterte. Ende 2012 äußerte er zudem in einem Interview, dass er bei diesem Rechtsstreit, der mehrere verschiedene Gerichtsverfahren umfasste, sein „gesamtes Geld“ verloren habe und sogar einen Kredit habe aufnehmen müssen. In wesentlichen Punkten des damaligen Rechtsstreits widersprechen sich die öffentlich zugänglichen Sachaussagen von Schmidt und von Sinn.

## Jubilar und Guinand

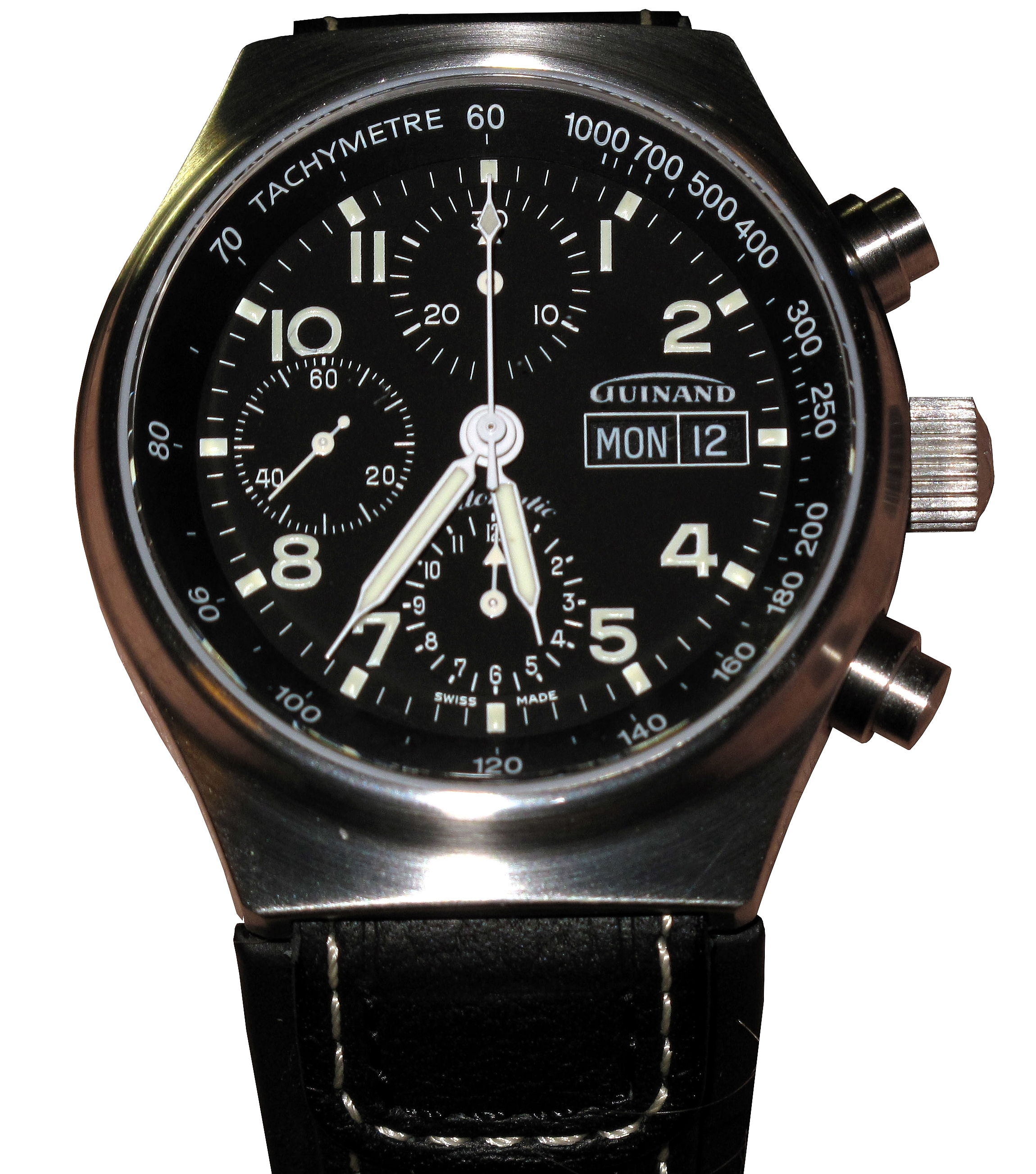
Ein Guinand-Fliegerchronograph Modell 60.50, etwa 2010.

Nach dem Verkauf der Firma Sinn Spezialuhren gründete Helmut Sinn 1996 die Firma Jubilar Uhren in Frankfurt am Main. Hier wurden anfangs zwei Uhrenlinien angeboten: Jubilar für Taschenuhren und Chronosport für klassische Fliegeruhren und Flieger-Chronographen. Auch die neue Firma bot die Uhren ausschließlich im Direktvertrieb an, und Sinn achtete auf eine faire Preisgestaltung für die Kunden. Dieses Unternehmen fusionierte er bald mit dem bereits 1995 übernommenen Schweizer Traditionsunternehmen Guinand Watch Co. SA. Dieses 1865 im Jura gegründete Unternehmen stellte komplizierte Uhren her, etwa Chronographen mit und ohne Schleppzeiger. Er verlegte dessen Sitz nach Frankfurt-Rödelheim. Mit 80 Jahren war Sinn damit quasi noch einmal Jungunternehmer geworden.
Das resultierende Unternehmen produzierte unter anderem die Guinand WZU-5, die weltweit erste mechanische Armbanduhr, die neben der Hauptzeit vier frei wählbare Weltzeiten auf kleinen Hilfszifferblättern anzeigt. Nachdem Helmut Sinn im Jahr 2006 neunzig Jahre alt geworden war, gab er die Verantwortung für die kaufmännische Seite der Firma Guinand Uhren Helmut Sinn GmbH an den neuen Geschäftsführer Horst Hassler ab. Dieser war bereits länger im Unternehmen tätig.

## Unternehmerische Grundsätze
Zum Erfolg der Uhren von Helmut Sinns Unternehmen trug auch der Faktor Preis bei. Er hatte stets den Grundsatz Die beste Qualität – zum denkbar niedrigsten Preis. Entsprechend dem nüchternen, an der Funktion orientierten Design seiner Uhrenmodelle betrieb Sinn auch seine Unternehmen. Er konzentrierte sich auf das Wesentliche und ließ alles weg, was seiner Meinung nach unnötig war und unangemessene Kosten verursachte. Dazu gehörten vor allem der Verzicht auf Zwischenhändler sowie auf kostspielige Werbung und Marketing. Sinn wollte nicht, dass seine Kunden für so einen „Unfug“ und wegen „schmarotzender Zwischenhändler“ einen höheren Preis für ihre Uhr aufbringen müssten. Daher wählte er schon in den 1950er Jahren den Direktvertrieb und verkaufte als Hersteller direkt an die Endkunden. Zudem vertraute er auf Mundpropaganda, was auch aufging. Dies begann bereits, als er ab Anfang der 1960er Jahre die Bundesluftwaffe mit Borduhren für die Cockpits ausstattete. Die Bundeswehr-Piloten waren fasziniert von den funktionellen, schnörkellosen Armbanduhren, die Sinn ebenfalls herstellte. Dies sorgte für kostenlose Werbung, und die Qualität der Uhren sprach sich in der Fliegerwelt schnell herum.

## Privatleben
Helmut Sinn war zweimal verheiratet und hatte drei Kinder. Die erste Ehe wurde 1945 geschlossen, nach der baldigen Scheidung heiratete er schon 1946 erneut. Da seine Frau aus Frankfurt stammte, zog er dorthin. Die zweite Ehe hielt sechs Jahre, seitdem war Sinn Junggeselle.
Zu seinem 100. Geburtstag im Jahr 2016 sagte er einem Journalisten, dass er täglich bei Spaziergängen bis zu 3.000 Schritte mache, mit digitalem Schrittzähler am Hosenbund. Er fuhr mit 100 noch immer Auto. Als Begründung für seine Fitness meinte er: „Immer 95 Prozent, nie 105 Prozent. Immer eine Sicherheitsreserve behalten.“ Zudem nannte er als seine Stärken Selbstdisziplin, Fleiß („Die meisten Alten werden einfach faul“) und Askese – er würde nicht rauchen und wenig essen, dabei nur Schwarzbrot, und „täglich 0,15 Liter Wein“ trinken. Der damals seit über 60 Jahren (wieder) als Junggeselle Lebende meinte zu diesem Zustand: „Sonst wäre ich nicht so alt geworden“. Seinem Wunsch entsprechend wurde Helmut Sinn luftbestattet.

## Sportliche Aktivitäten

### Rallyefahrer
Nachdem Sinn nach Kriegsende einige Jahre wegen des von den Alliierten verhängten Flugverbots nicht mehr fliegen durfte, suchte er eine andere sportliche Herausforderung. Er betätigte sich als Rallyefahrer und wollte 1953 an der Rallye Alger-Le Cap (auch: Raid Méditerranée-Le Cap) teilnehmen, die 14.000 Kilometer vom nordafrikanischen Algier bis nach Kapstadt in Südafrika führte. Um einen Wagen zu bekommen, fuhr Helmut Sinn direkt zum Sitz von VW in Wolfsburg. Der damalige VW-Generaldirektor Nordhoff habe ihn, nach Sinns Worten, für verrückt erklärt, gab ihm aber einen Wagen. Mit dem von einem Porschemotor angetriebenen VW Käfer wurde er Klassensieger der Rallye. Sinn meinte zu seinem 100. Geburtstag, dass er damals bereits „genug Geld“ gehabt habe und sich so die Teilnahme an zahlreichen anderen Rennen leisten konnte.

### Sportpilot
Anfang der 1950er Jahre durfte Helmut Sinn auch wieder fliegen und überführte Flugzeuge aus Frankreich nach Deutschland. Er gehörte zu den Gründern des Flugplatzes Frankfurt-Egelsbach und war als Kunstfluglehrer aktiv. Seinen eigenen Pilotenschein ließ der begeisterte Privatpilot Sinn in den 1990er Jahren, nach mehr als 15.000 Flügen, aus Altersgründen nicht mehr verlängern. Im Jahr 2016 äußerte er bedauernd mit Bezug auf seine beruflichen Anfänge als Militärpilot und Fluglehrer: „Eigentlich wollte ich immer zurück zur Fliegerei, aber das hat nicht geklappt.“

## Sonstiges
Auf seiner privaten Webseite, die heute nicht mehr existiert, verkaufte er in seinen letzten Lebensjahren Uhren aus seiner umfangreichen Privatsammlung.